# Тенебризм

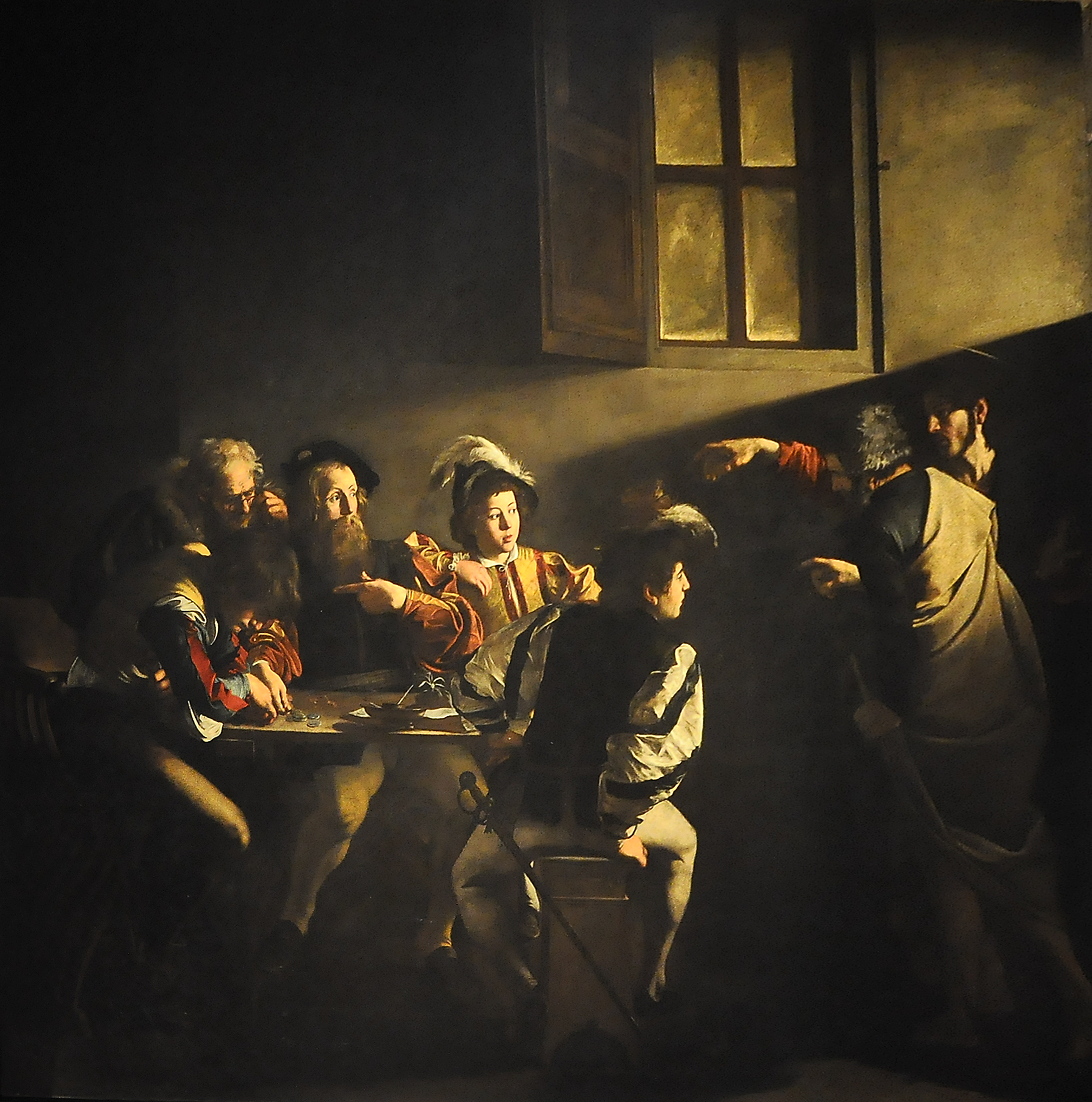
Караваджо. Призвание апостола Матфея. 1599. Холст, масло. Капелла Контарелли. Церковь Сан-Луиджи-деи-Франчези, Рим

Тенебризм (итал. Il tenebrismo, от итал. tenebroso — мрачный, тёмный) — живописная манера, техника и течение в искусстве эпохи барокко, сложившееся в Риме в XVII веке под воздействием живописи Караваджо. В основе искусства тенебристов, как и представителей «живописи ночных сцен», лежит работа с эффектами света и тени.
В итальянской историографии искусство «тенебристов» относят к начальной фазе барочной живописи, но при этом подчёркивается, что понятие тенебризма много шире живописи, основанной на эффектах светотени, «скрытого источника света», или так называемого «света прожектора» (итал. effetto riflettore). При этом искусство тенебризма связано как художественным направлением реализма, так и с натуралистическими эффектами и техническими приёмами.
В картинах, выполненных в манере тенебризма, «прямой, густой свет моделирует объёмы и производит контрастные световые эффекты с неосвещёнными участками, которые служат в качестве фона. Таким образом, объёмы выделяются светом, как бы вырастая из окружающей темноты». По определению Б. Р. Виппера тенебризм в Италии XVII века означал «бездонное пространство, выталкивающее человека и предметы вперёд, в осязательную близость, и в то же время изолирующее их друг от друга». В этом пространственном качестве проявляется некоторая театральность композиции света и тени, свойственная, впрочем, и многим картинам Караваджо.

## История
Тенебризм является характерной чертой караваджизма, однако эта манера была известна живописцам Италии и стран северной Европы ещё до Караваджо. Аналогичный термин существует в истории искусства Испании исп. tenebroso). Расцвет тенебризма, пришедшийся на XVII век, помимо течения караваджизма, выражает собой также общеевропейское духовное настроение эпохи, придавшей понятию темноты особое изобразительное, психологическое и теологическое значение.

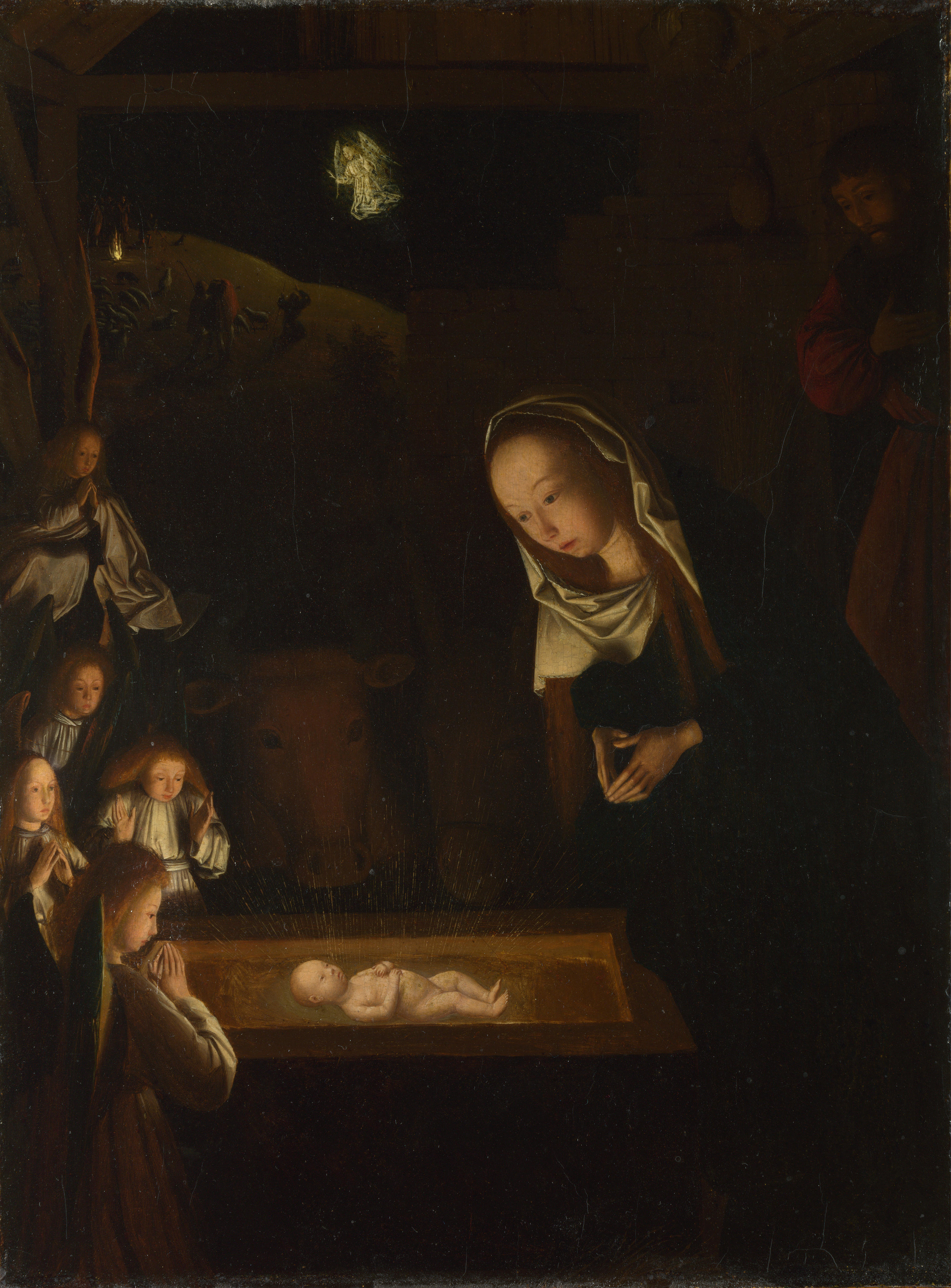
Гертген тот Синт Янс. Поклонение младенцу. Ок. 1490. Дерево, масло. Национальная галерея, Лондон. Ранний пример композиции, основанной на контрастной светотени

Термин обычно используется по отношению к картинам XVII века, но подобная техника использовалась гораздо ранее такими мастерами, как Дюрер, Тинторетто, Якопо Бассано, Эль Греко и другими. Так, например, Хуго ван дер Гус и его последователи использовали сильные контрасты освещённых фигур и тёмного фона как композиционное средство, в том числе в изображениях на сюжет Рождества Христова. Немногим позже в работах мастеров Высокого Возрождения светотень получила значение средства выразительной моделировки объёма. Художники маньеризма — в том числе живописцы венецианской школы: Веронезе, Тинторетто и их последователи, — прибегали к контрастной светотени как средству моделировки форм и придания экспрессии изобразительному пространству, создавая таким образом сильные драматические эффекты.
Вслед за Караваджо эту технику переняли его многочисленные последователи, а также художники венецианской Террафермы. Среди римских художников, испытывавших кризис классицистических идеалов, в творчестве которых обнаруживаются следы тенебристской манеры, известны в первую очередь караваджисты — Орацио Джентилески, Карло Сарачени, Джованни Бальоне, Джованни Баттиста Ланджетти, , Бартоломео Манфреди и другие. Схожие тенденции наблюдаются в это же время в искусстве художников болонской школы, в частности у Аннибале Карраччи.
Наиболее полно тенебристская манера живописи проявилась в творчестве неаполитанских художников, поддерживавших устойчивые связи с Испанией (в 1606—1607 годах в Неаполе работал Караваджо; в 1616 году испанец Х. Рибера). Творчество Хусепе Риберы представляет собой характерный пример испанского тенебризма. В нидерландском искусстве термин применяется к творчеству художников утрехтской школы — также попавших под влияние искусства Караваджо. Примерно в это же время тенебристские тенденции проявляются в Испании — в работах Франсиско Сурбарана, Франсиско Рибальты и их учеников. Во Франции в схожей манере работали Жорж де Латур, известный религиозными сценами, освещёнными единственной свечой, Симон Вуэ и Клод Виньон.
С течением времени тенебризм теряет своё историко-художественное значение. При этом формальные особенности тенебристской манеры из живописи не исчезают. Однако термин не используется применительно к схожим художественным феноменам более поздних периодов — романтической живописи Эжена Делакруа или Джозефа Райта, также как и к предшествующему им творчеству Адама Эльсхаймера, обогатившего европейскую пейзажную живопись разнообразием световых эффектов.
Термин «ноктюрн» ввёл в искусство конца XIX века живописец и график Джеймс Уистлер, предшественник импрессионизма и символизма, для обозначения жанра живописи, изображающего ночные или сумеречные сцены. Но «ноктюрны» Уистлера по творческому методу живописи не являются тенебристскими (см. «Ночные сцены» в истории классического западноевропейского искусства).

## Галерея

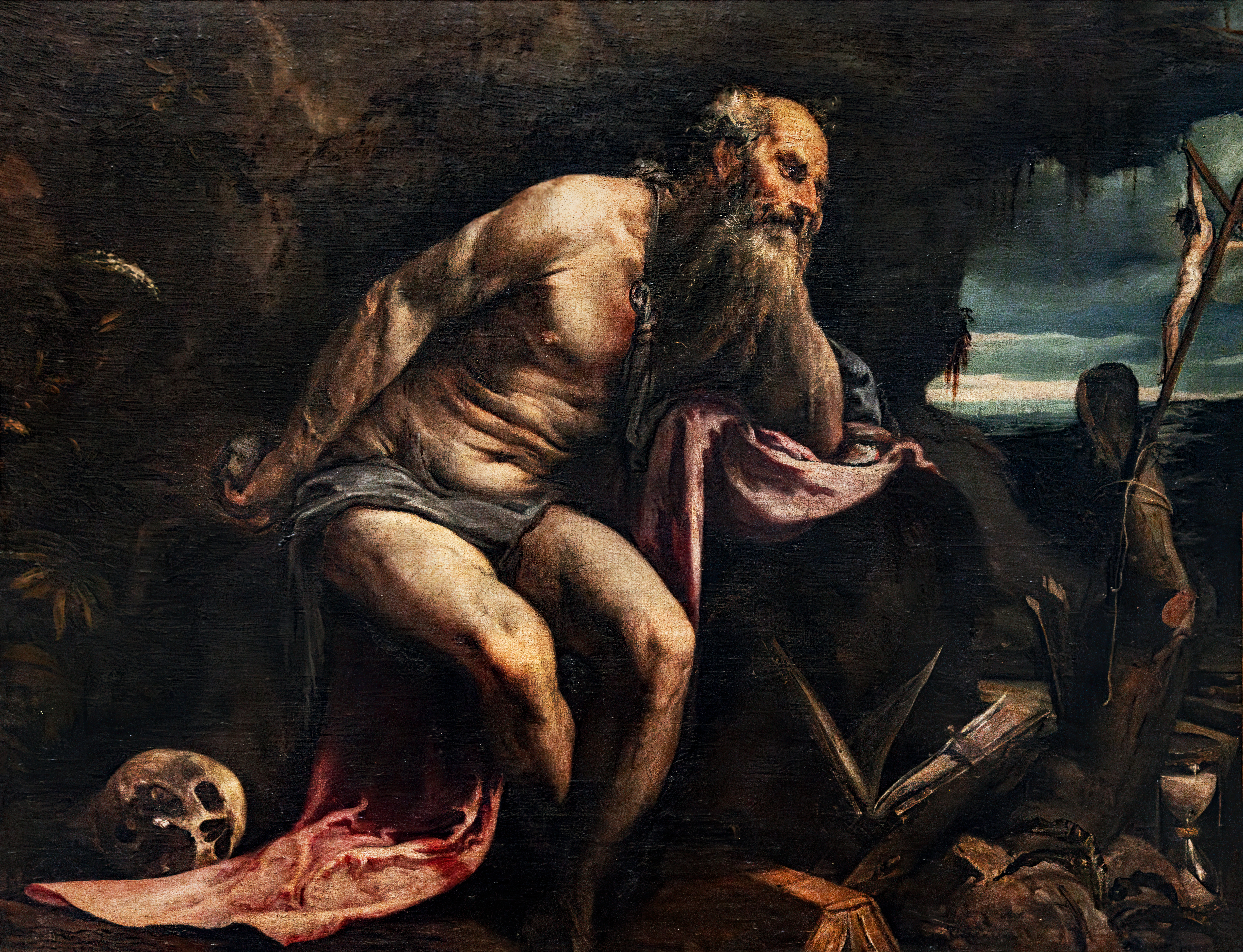
Якопо Бассано. Святой Иероним. 1556. Холст, масло. Галерея Академии, Венеция
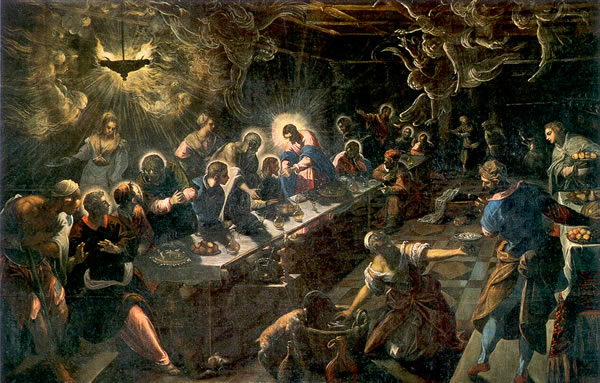
Тинторетто. Тайная вечеря. 1592—1594. Холст, масло. Церковь Сан-Джорджо Маджоре, Венеция
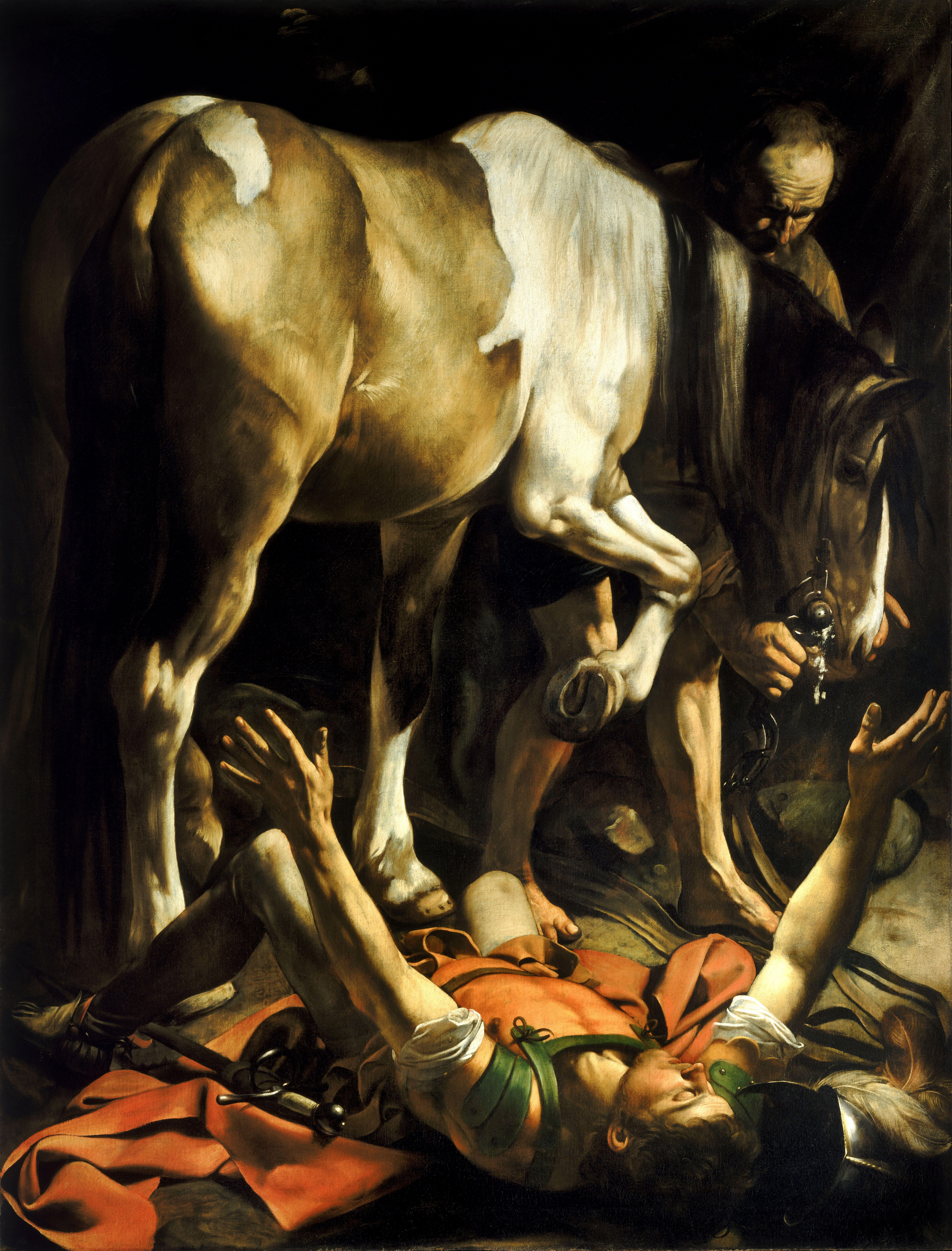
Караваджо. Обращение Савла. 1604. Холст, масло. Церковь Санта-Мария-дель-Пополо, Рим
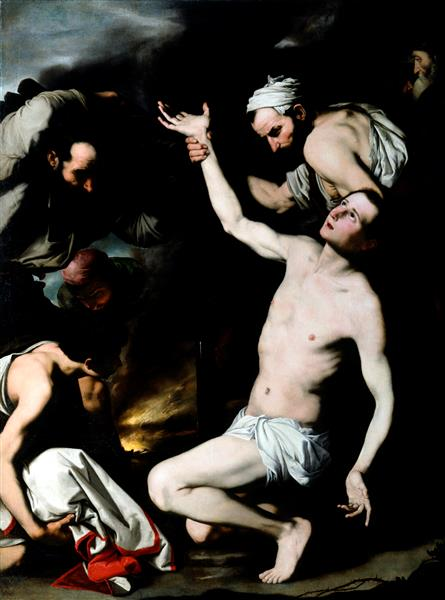
Хосе де Рибера. Мученичество Святого Лаврентия. Ок. 1625. Холст, масло. Государственные художественные собрания, Дрезден
Джованни Бальоне. Любовь Небесная и Любовь Земная. 1602. Холст, масло. Палаццо Барберини, Рим
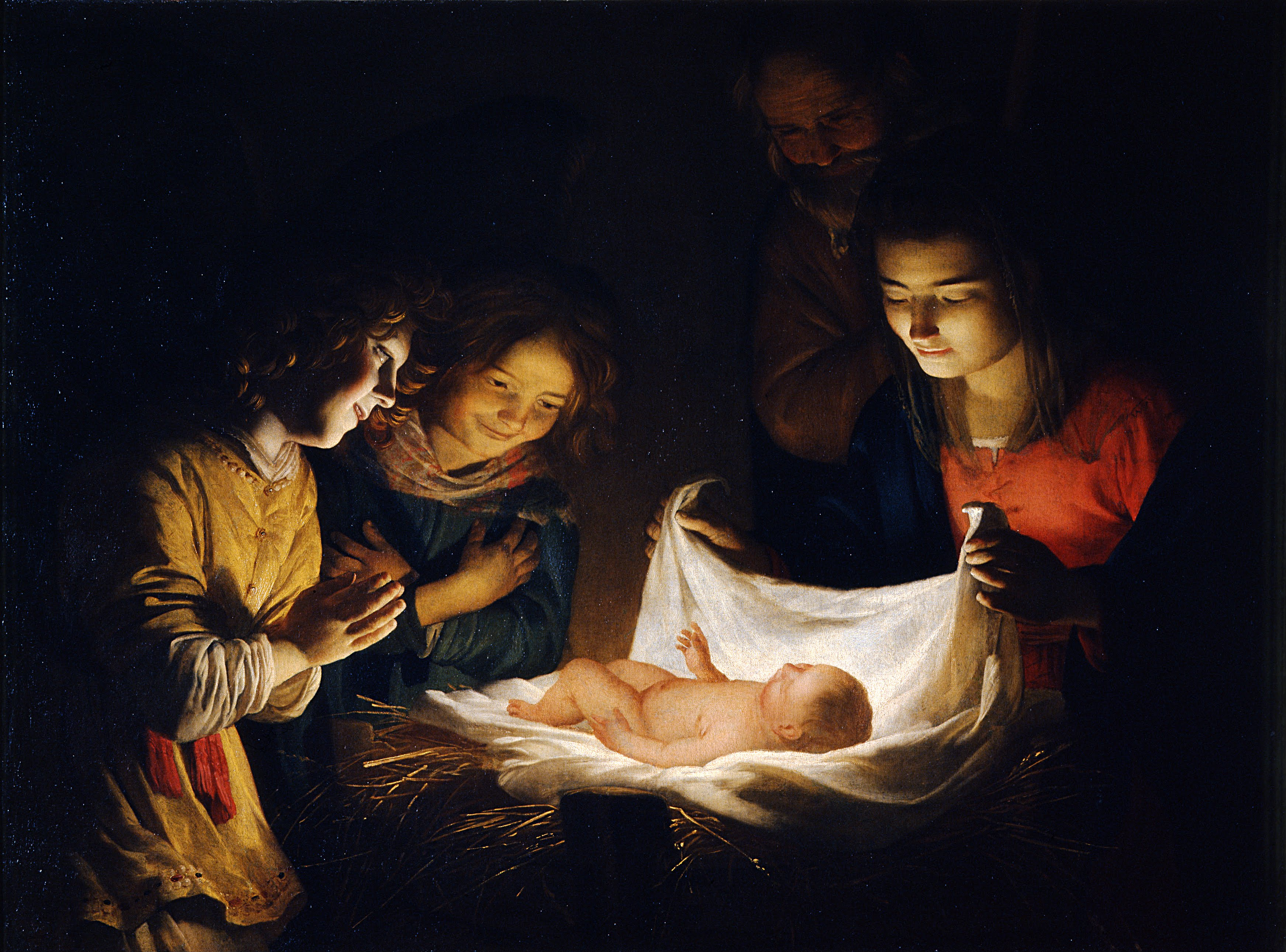
Геррит ван Хонтхорст. Поклонение Младенцу. Ок. 1620. Холст, масло. Уффици, Флоренция
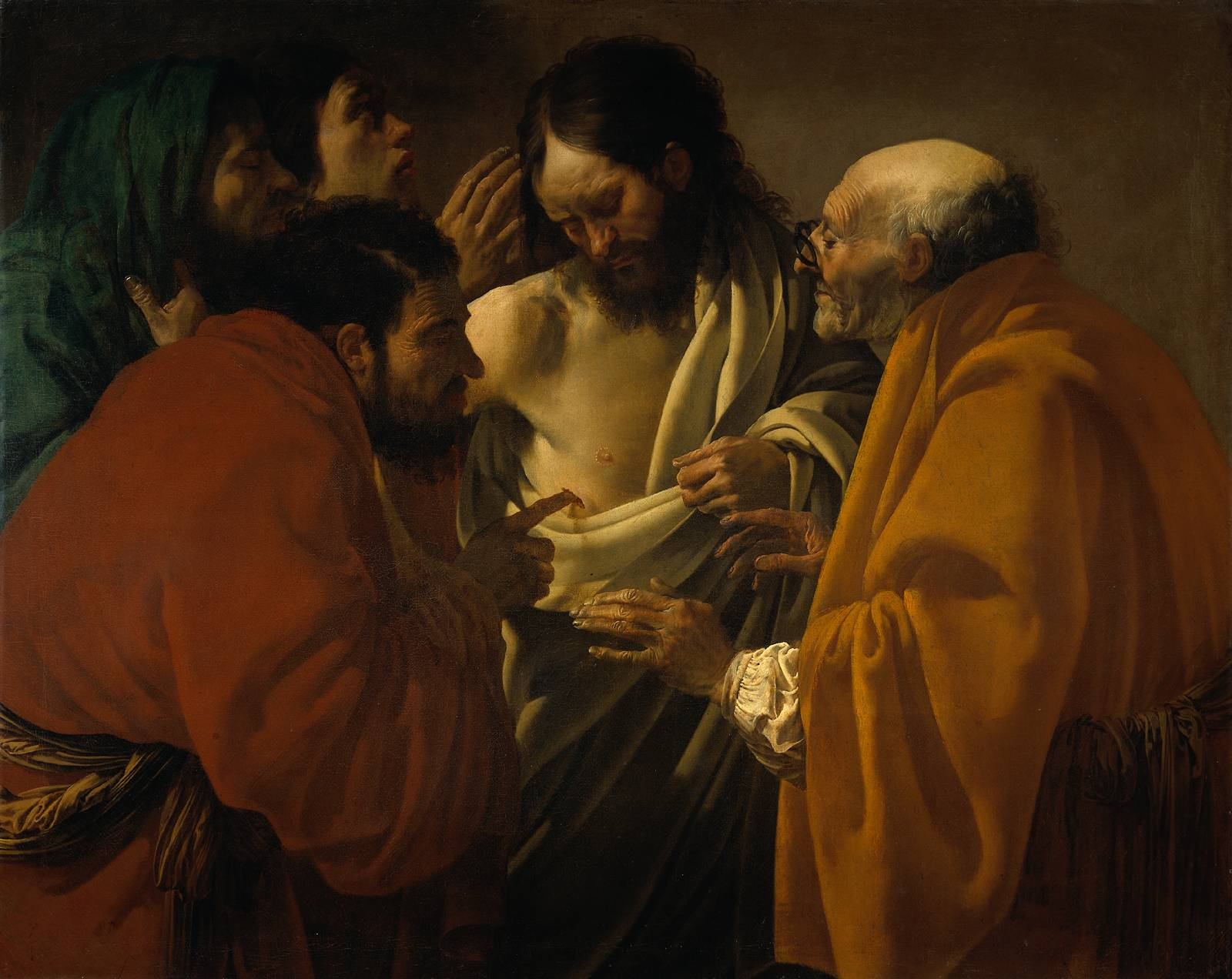
Хендрик Тербрюгген. Фома неверующий. Ок. 1622. Холст, масло. Рейксмюсеум, Амстердам
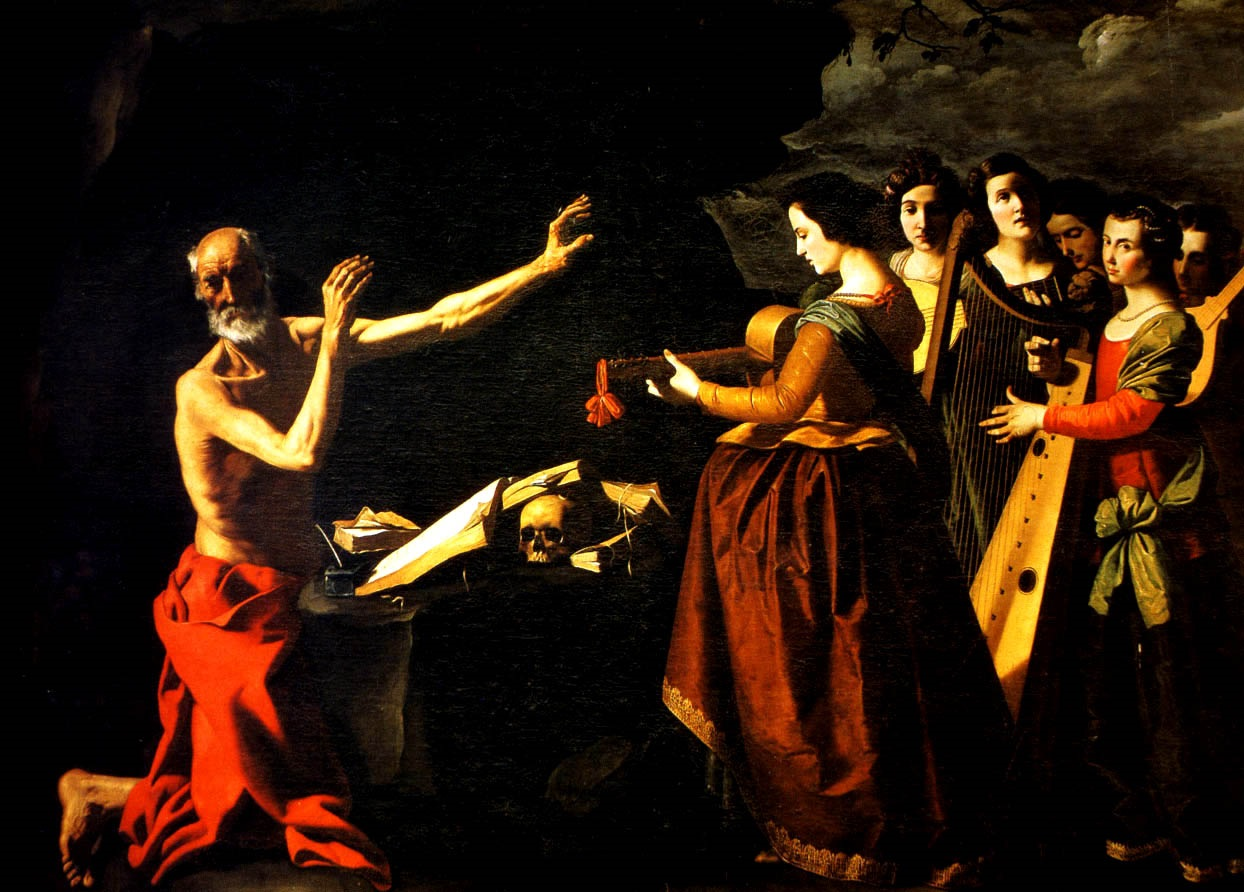
Франсиско де Сурбаран. Искушение Святого Иеронима. 1639. Монастырь Санта-Мария-де-Гуадалупе, Касерес (провинция)
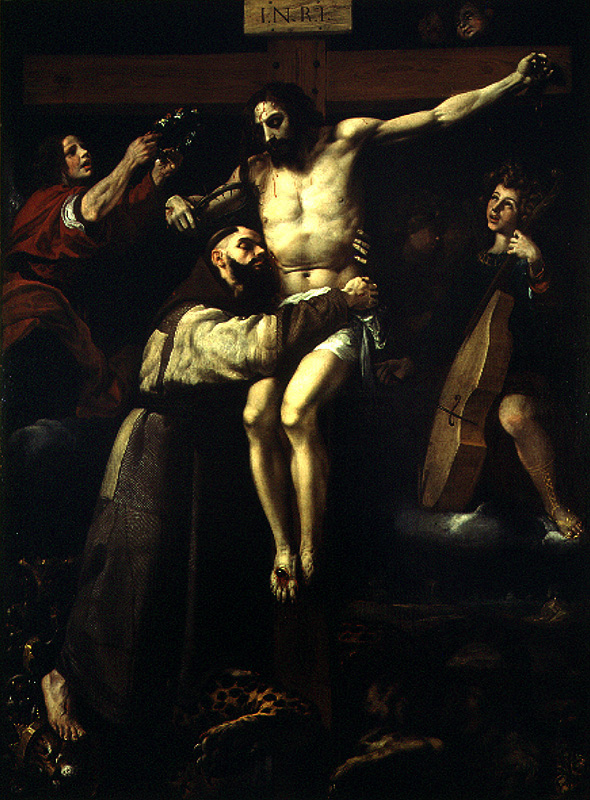
Франсиско Рибальта. Святой Франциск, обнимающий распятого Христа. 1620. Холст, масло. Музей изящных искусств, Валенсия
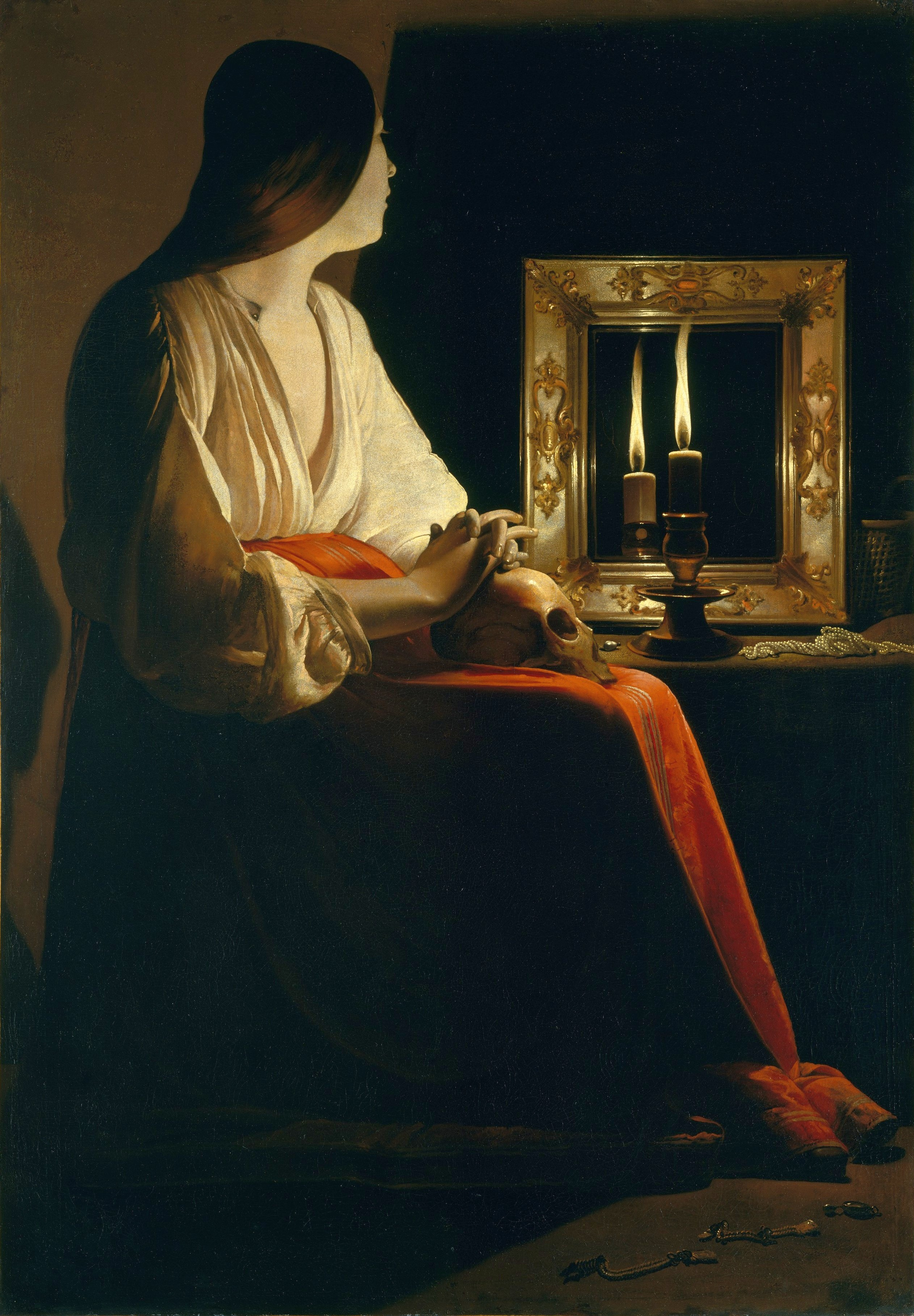
Жорж де Латур. Мария Магдалина. Между 1625 и 1650. Холст, масло. Метрополитен-музей, Нью-Йорк